# Archipiélago de Sabana-Camagüey
El archipiélago Sabana-Camagüey es un archipiélago que bordea el tramo centro-norte de la costa Atlántico de la isla de Cuba. Se encuentra ubicado frente a la costa norte de las provincias de Matanzas, Villa Clara, Sancti Spíritus, Ciego de Ávila y Camagüey, y limita al norte con el océano Atlántico, específicamente por el canal de Nicolás (segmento Sabana) y el canal Antiguo de Bahama (segmento de Camagüey).
El archipiélago se desarrolla en dirección general nordeste-suroeste, y se extiende unos 475 kilómetros, desde la península de Hicacos y Varadero a la bahía de Nuevitas. Todo el sistema comprende más de 75.000 km² y se compone de aproximadamente 2.517 cayos e islas. Las islas occidentales se agrupan en el archipiélago de los Jardines del Rey, y contiene Cayo Coco, Cayo Guillermo y Cayo Romano, entre otros.
Los ecosistemas marino y costero representada por el archipiélago están siendo objeto de proyectos de conservación con el apoyo del Global Environment Facility y Environment Canada.]. Los manglares y bosques costeros crean efectivamente una zona de amortiguación entre la costa agrícola y el sensible medio ambiente marino. El ecosistema Sabana-Camagüey comprende la Reserva de la Biosfera Bahía de Buena Vista, el parque nacional Caguanes, así como los humedales del norte de la provincia de Ciego de Ávila. Se encuentran en esta zona un total de 35 espacios protegidos.

## Lista de los cayos
| - Cayos de Piedra - Cayo Cruz del Padre - Cayo Blanco - Cayos de las Cinco Leguas - Cayo Inglés - Cayo Falcones - Cayo Mégano - Cayo Blanquizal - Cayo Sotavento - Cayo Verde - Cayo Hicacal - Cayo La Vela - Cayos de Pajonal - Cayo Fragoso | - Cayo Francés - Cayo Santa María - Cayo Caiman Grande - Jardines del Rey - Cayo Guillermo - Cayo Coco - Cayo Judas - Cayo Romano - Cayo Paredón Grande - Cayo Mégano Grande - Cayo Eusebio - Cayo Cruz - Cayo Guajaba - Cayo Sabinal |